# Ferrari F1-86
La Ferrari F1-86 è un'automobile monoposto sportiva con la quale la Ferrari ha corso il trentasettesimo campionato mondiale di Formula 1 nel 1986.

## Sviluppo
La F1-86 doveva sobbarcarsi la difficile eredità di sostituire la Ferrari 156-85, che si dimostrò competitiva anche se non sempre affidabile. La nuova vettura deluse però le aspettative, in quanto l'anno prima la Ferrari aveva conteso il titolo alla McLaren fino a tre gare dal termine del campionato. La F1-86, invece, non solo denunciò un livello prestazionale inferiore, ma fu ancora più vittima di inconvenienti tecnici, solo in parte mitigati dallo sviluppo approntato nell'ultima parte di stagione, con l'impiego della più potente F1-86B.

### Aerodinamica
La vettura utilizzava un telaio e una conformazione aerodinamica innovativa rispetto al modello precedente, in quanto la 156-85, pur essendo diversa rispetto alle precedenti, non venne evoluta più di tanto perché derivata dalla serie 126, che esordì nel 1981 e subì continui miglioramenti fino all'ultimo modello del 1984, la Ferrari 126 C4.

### Motore
La 156-85 usava il motore Ferrari 031, derivato da quello utilizzato nel 1984 ma più potente e con l'aspirazione al centro e gli scarichi ai lati anziché il contrario. In quegli anni tutte le squadre cercavano potenze sempre più elevate, tanto che dalla stagione successiva la FIA ridimensionò, per ragioni di sicurezza, le concessioni fatte ai progettisti. Anche la Ferrari decise di puntare sulla potenza del motore, spingendo al limite il motore 120°, in attesa per il 1987 del nuovo motore a V stretta. Nasce così l'F1-86, la quale è la Ferrari di Formula Uno più potente almeno in prova. Il suo propulsore infatti, denominato tipo 032, erogava una potenza iniziale di 850 CV, che diventarono 890 nel corso dell'anno. Inoltre in qualifica veniva usato un motore ancora più potente e capace di toccare i 1200 cavalli nelle piste più veloci. Queste potenze venivano raggiunte grazie a due turbocompressori, i quali erano accoppiati ad un motore V6 di 120°.

## Carriera agonistica

### La stagione

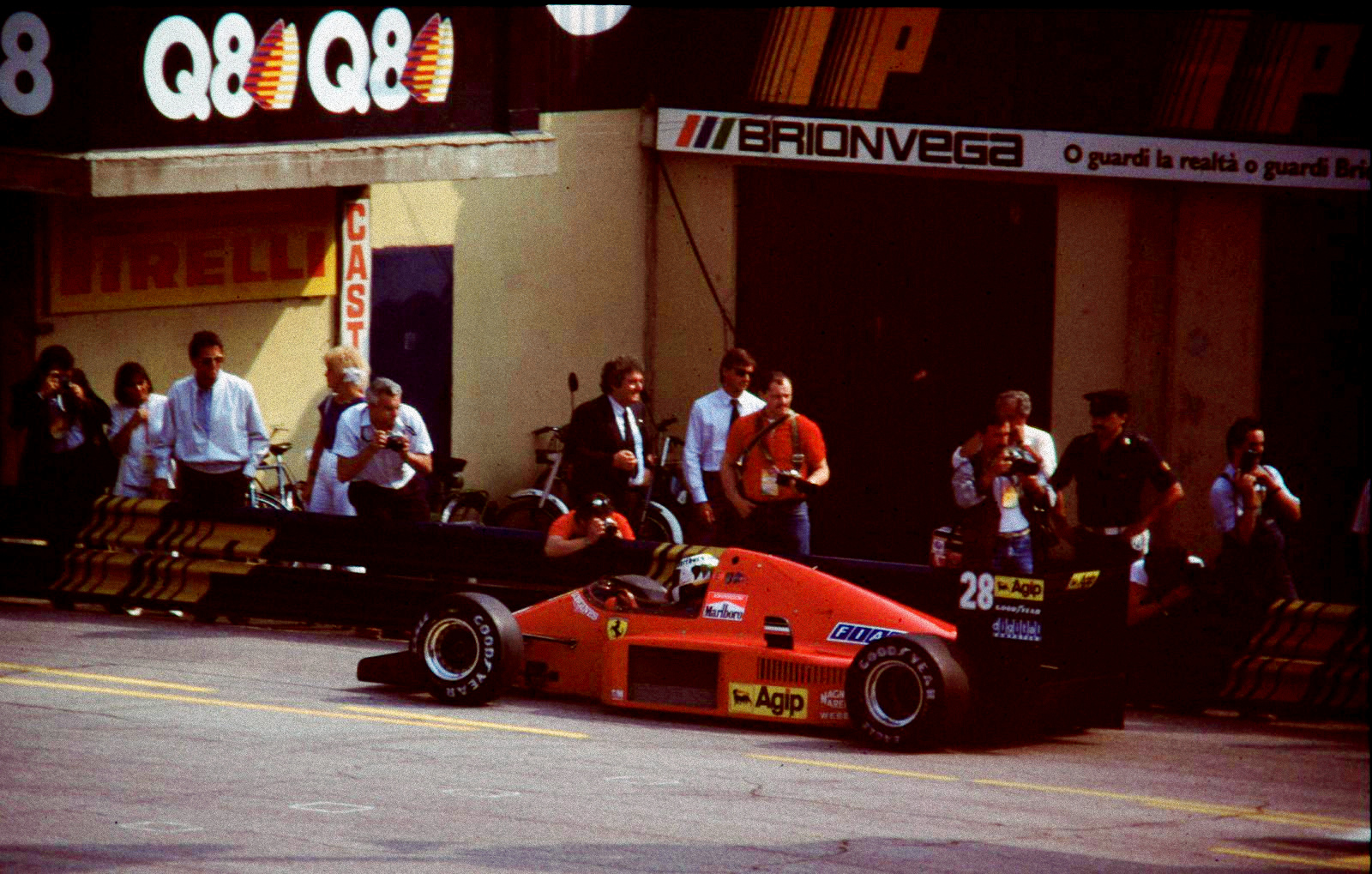
Stefan Johansson impegnato al Gran Premio d'Italia 1986

Nonostante le premesse, alla Ferrari non bastò avere un motore potente per vincere il campionato. Durante la stagione si verificarono diversi ritiri riconducibili all'inaffidabilità della vettura, dovuta alle temperature troppo elevate che il motore generava oltre che a delle prese d'aria troppo piccole per garantire un adeguato smaltimento termico. I tecnici italiani non poterono tuttavia disegnare delle bocche d'aerazione troppo grandi, in quanto avrebbero compromesso le doti aerodinamiche del mezzo.
Se la grande potenza del motore, all'inizio della stagione, poteva considerarsi un punto di forza, nel prosieguo del campionato si rivelò invece un punto debole perché mal abbinato al cambio trasversale a cinque marce, che non riusciva a sopportare le enormi sollecitazioni che il propulsore trasmetteva, dovute soprattutto alla coppia.
A monte dei vari problemi di questa vettura si ergevano tuttavia le lotte intestine alla squadra: ciò dipese dal fatto che vi erano due gruppi di tecnici, uno che lavorava al progetto del telaio e un secondo a quello della meccanica, motore in primis. Secondo i telaisti il motore doveva essere progettato in funzione della scocca, mentre i motoristi sostenevano che il telaio si sarebbe dovuto progettare attorno al propulsore. Nessuna delle due parti trovò mai un accordo e i due gruppi proseguirono il loro lavoro ognuno per la sua strada: ciò causò vari problemi nel riuscire a sfruttare adeguatamente la potenza del motore, infatti la macchina era difficile da gestire avendo reazioni troppo nervose rispetto alle concorrenti. Uno dei difetti principali della vettura era la configurazione del motore: la V larga a 120° (scelta al tempo degli scarichi alti per non peggiorare ulteriormente il baricentro della vettura) non permise una adeguata rastremazione del posteriore, quindi la sezione a Coca-Cola della F1-86 era meno efficace che in altre vetture con motori a V più stretta quali Honda, Porsche e Renault. Vi furono inoltre problemi di affidabilità alle turbine, che costrinsero ad un cambio di fornitura dalla tedesca KKK all'americana Garrett (anche se, senza averlo mai comunicato ufficialmente le turbine Americane erano usate nel disastroso finale del 1985). Infine la Ferrari stava già sviluppando una nuova versione del motore turbo con la V tra i cilindri a 90° anziché 120° dopo che nel 1985 si era concentrata su un quattro cilindri in vista di una riduzione di cilindrata prevista dai regolamenti per il 1986 ma poi annullata.
Quella del 1986 si rivelò pertanto una stagione da dimenticare per i tifosi di Maranello: i piloti ufficiali erano il vicecampione del mondo Michele Alboreto e lo svedese Stefan Johansson. Dal punto di vista del pilotaggio la Ferrari poteva riporre numerose certezze, in quanto Alboreto aveva dato prova del suo valore mentre Johansson si dimostrò costante, oltre che un fido scudiero dell'italiano. Durante il 1986 lo svedese ebbe più fortuna del compagno, in quanto subì meno guasti meccanici, ma già alla prima gara in Brasile Alboreto non riuscì a prendere la bandiera a scacchi, alla pari del compagno.
Su sedici gare Johansson si ritirò sei volte a fronte dei nove ritiri di Alboreto, mentre per sette volte Johansson giunse a punti rispetto ai quattro piazzamenti di Alboreto. Complessivamente l'F1-86 ottenne cinque podi, grazie a quattro terzi posti di Johansson e un secondo posto di Alboreto, miglior risultato stagionale per la Ferrari e per il milanese. In qualifica raramente la Ferrari si posizionava entro i primi dieci: il miglior risultato in griglia fu infatti il quarto posto di Alboreto nelle qualifiche del Gran Premio di Monaco. La Ferrari concluse l'anno con 37 punti in classifica costruttori, che le valsero la quarta piazza, dietro rispettivamente a Williams, McLaren e Lotus. Johansson ottenne il quinto posto nella classifica piloti, e il compagno il nono. Soprattutto la Ferrari non vinse nemmeno una gara, e ciò non accadeva dal 1980.

### Piloti
- Michele Alboreto -  Italia - nº27
- Stefan Johansson -  Svezia - nº28

### Risultati completi
| Anno | Vettura | Motore      | Gomme | Piloti    |     |     |     |     |   |     |     |     |     |     |     |   |     |   |     |     |  |  |  |  |  |  |  |  | Punti | Pos. |
| ---- | ------- | ----------- | ----- | --------- | --- | --- | --- | --- | - | --- | --- | --- | --- | --- | --- | - | --- | - | --- | --- |  |  |  |  |  |  |  |  | ----- | ---- |
| 1986 | F1-86   | Ferrari 032 | G     | Alboreto  | Rit | Rit | 10* | Rit | 4 | 8   | 4   | 8   | Rit | Rit | Rit | 2 | Rit | 5 | Rit | Rit |  |  |  |  |  |  |  |  | 37    | 4º   |
| 1986 | F1-86   | Ferrari 032 | G     | Johansson | Rit | Rit | 4   | 10  | 3 | Rit | Rit | Rit | Rit | 11* | 4   | 3 | 3   | 6 | 12* | 3   |  |  |  |  |  |  |  |  | 37    | 4º   |

| Legenda | 1º posto     | 2º posto | 3º posto    | A punti         | Senza punti/Non class.  | Grassetto – Pole position Corsivo – Giro più veloce |
| Legenda | Squalificato | Ritirato | Non partito | Non qualificato | Solo prove/Terzo pilota | Grassetto – Pole position Corsivo – Giro più veloce |

## Nella cultura di massa
Il videogioco Ferrari Formula One del 1988 è completamente dedicato alla F1-86 nella sua stagione.